# Ignaz Stolz
Ignaz Stolz (* 20. April 1868 in Bozen; † 22. November 1953 in Lana) war ein Südtiroler Maler. Seine Brüder waren die Maler Rudolf Stolz (1874–1960) und Albert Stolz (1875–1947).

## Leben

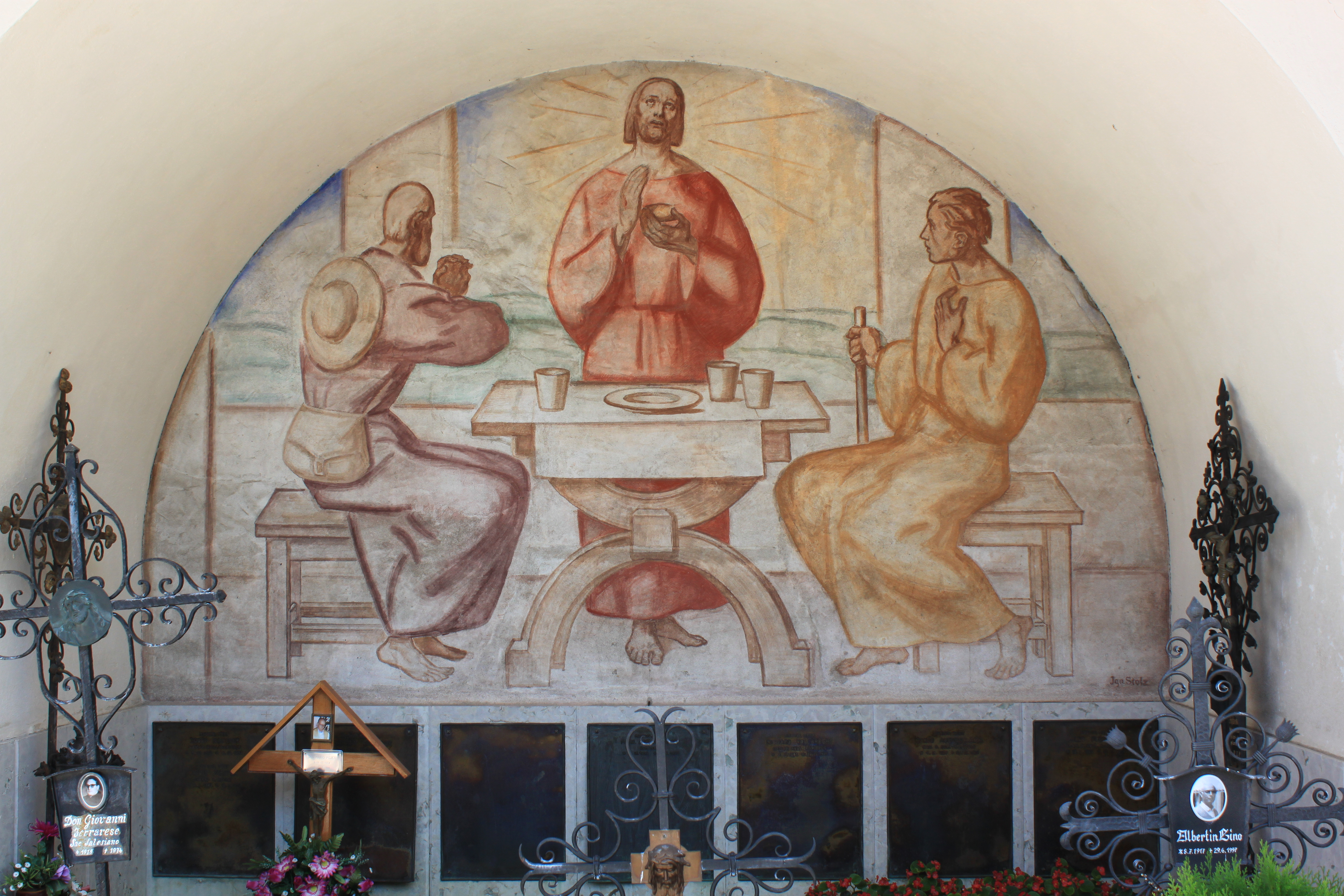
Fresko von Stolz am Städtischen Friedhof in Bozen

Stolz absolvierte drei Lehrjahre bei einem Innsbrucker Dekorationsmaler und studierte anschließend drei Jahre an der Münchner Akademie der Bildenden Künste. Nach fünfzehn erfolglosen Jahren in Wien kehrte er in seine Heimatstadt Bozen zurück und fand dort ab den späten zwanziger Jahren insbesondere als Porträtmaler Anerkennung. Die formale Grundlage seines Werks bildete der malerische Realismus der Münchner Schule der zweiten Hälfte des 19. Jahrhunderts, insbesondere Wilhelm Leibl und der Leibl-Kreis. Von dieser Basis aus nahm Stolz speziell Anregungen der Wiener Secession und von Albin Egger-Lienz auf. In den Jahren 1941–1944 nahm Stolz an mehreren nationalsozialistischen „Gau-Kunstausstellungen Tirol-Vorarlberg“ in Innsbruck teil.